# Alistair Burt
Alistair James Hendrie Burt, född 25 maj 1955 i Bury i Lancashire, är en brittisk konservativ politiker. Han var ledamot av underhuset för Bury North mellan 1983 och 1997 samt North East Bedfordshire mellan 2001 och 2019.